# آلوین ساندرز
آلوین ساندرز (به انگلیسی: Alvin Saunders) سناتور سابق عضو حزب جمهوری‌خواه ایالات متحده آمریکا بود. وی در سال ۱۸۷۷ تا ۱۸۸۳ میلادی سناتور ایالت نبراسکا در سنای ایالات متحده آمریکا بود.